# غاز کیپ برن

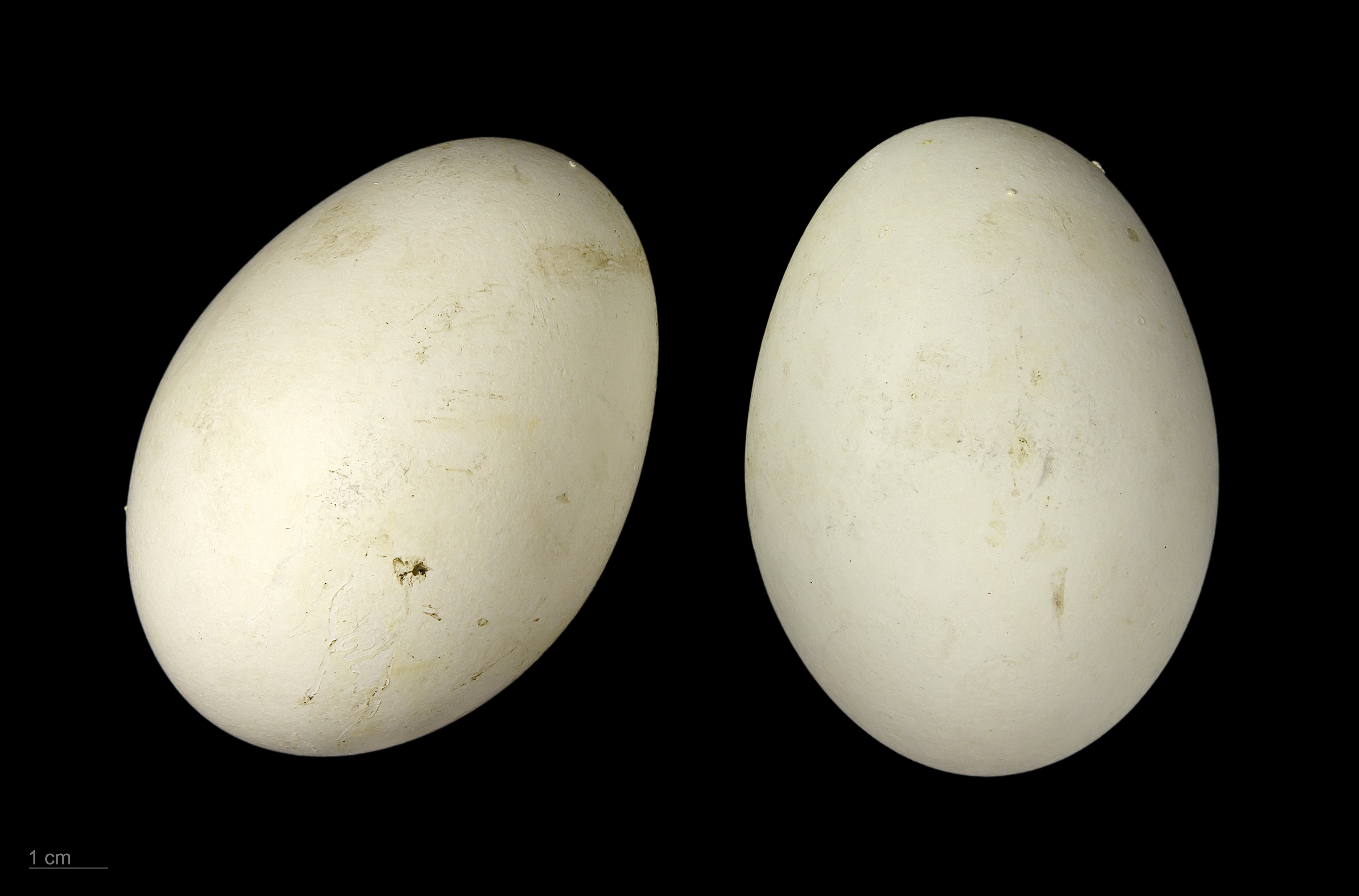
Cereopsis novaehollandiae

غاز کیپ برن (نام علمی: Cereopsis novaehollandiae) گونه‌ای غاز بزرگ‌جثه‌است که در استرالیا زندگی می‌کند. نام این پرنده از نام جزیره کیپ برن گرفته شده؛ جایی که این غاز برای نخستین باز توسط کاشفان اروپایی دیده شد.